# Nepenthes hirsuta
Nepenthes hirsuta is een vleesetende bekerplant uit de familie Nepenthaceae. De soort is endemisch in Borneo. De soortnaam is afgeleid van het Latijnse hirsūtus, wat 'behaard' betekent.

## Beschrijving
Karakteristiek voor Nepenthes hirsuta is de dikke bruine beharing, die zelfs aanwezig is op de bloeiwijzes. De vangbekers zijn gewoonlijk groen. Sommige exemplaren hebben rode vlekken op de binnenzijde.
N. hirsuta groeit op een hoogte van 200 tot 1100 meter boven zeeniveau. Hij kent een grote verscheidenheid aan habitats, inclusief tropische regenwouden, vochtige rivieroevers van laaggelegen hellingbossen en open, vaak sterk verstoorde terreinen. Hij groeit vooral op een substraat van zandsteen.

## Taxonomie
Nepenthes hirsuta is het meest verwant aan N. hispida en N. macrovulgaris. Volgens de botanici Matthew Jebb en Martin Cheek is de soort ook verwant aan N. philippinensis, een bekerplant die endemisch is op Palawan in de Filipijnen.

## Infraspecifieke taxa
- Nepenthes hirsuta var. glabrata Macfarl. (1908)
- Nepenthes hirsuta var. glabrescens W.G.Sm. (1882) [=N. distillatoria]
- Nepenthes hirsuta var. glabrescens rubra auct. non Hort. ex Rafarin: Nichols. (1892) [=N. distillatoria]
- Nepenthes hirsuta var. typica Macfarl. (1908) Nomen illegitimum

## Natuurlijke hybriden
De volgende natuurlijke hybriden van N. hirsuta zijn beschreven:
- N. albomarginata × N. hirsuta
- N. ampullaria × N. hirsuta
- ? N. hirsuta × N. lowii

... · 
N. alata · 
N. albomarginata · 
N. ampullaria · 
N. argentii · 
N. aristolochioides · 
N. attenboroughii · 
N. bicalcarata · 
N. bokorensis · 
N. bongso · 
N. boschiana · 
N. burkei · 
N. campanulata · 
N. chaniana · 
N. danseri · 
N. deaniana · 
N. densiflora · 
N. diatas · 
N. distillatoria · 
N. edwardsiana · 
N. ephippiata · 
N. gracilis · 
N. gymnamphora · 
N. hirsuta · 
N. inermis · 
N. insignis · 
N. jamban · 
N. khasiana · 
N. lamii · 
N. leyte · 
N. lingulata · 
N. lowii · 
N. macfarlanei · 
N. macrophylla · 
N. madagascariensis · 
N. masoalensis · 
N. maxima · 
N. mirabilis · 
N. monticola · 
N. northiana · 
N. ovata · 
N. peltata · 
N. pervillei · 
N. pitopangii · 
N. rafflesiana · 
N. rajah ·
N. rhombicaulis · 
N. rosea ·
N. sanguinea · 
N. sibuyanensis · 
N. spathulata · 
N. tenax · 
N. tenuis · 
N. veitchii ·
N. ventricosa ·
N. vieillardii ·
N. villosa · 
...